# جعفرآباد (بیله‌سوار)
جعفرآباد شهری در بخش قشلاق‌دشت شهرستان بیله‌سوار استان اردبیل ایران است.
این شهر، مرکز دهستان قشلاق شرقی و مرکز بخش قشلاق دشت است و در حدود ۲۶ کیلومتری شمال‌غربی شهر بیله‌سوار (مرکز شهرستان)، در دشت مغان، قرار دارد.

## تاسیس
محل شهر جعفرآباد و دشتهای پیرامون آن، در گذشته قشلاق عشایر شاهْسَوَن به‌شمار می‌رفت. ظاهراً به سبب موقعیت مناسب جغرافیایی، اولین فعالیتهای عمرانی منطقه در آنجا آغاز شد با شروع فعالیتهای عمرانی شرکتِ شیار آذربایجان در حدود ۱۳۱۸ ش، هسته اولیه آبادی شکل گرفت و با اجرای طرحِ هادی روستایی (از طرحهای عمرانی روستایی که بنیاد مسکن انقلاب اسلامی تهیه و اجرا می‌کند) بافت مسکونی آن منظم‌تر شد. شهر کنونی دارای سه بافت شهری است:
- - هسته اولیه در کنار انبارهای شرکت شیار آذربایجان (با مساکن کوچک)
  - بافت توسعه یافته در امتداد راه ارتباطی جعفرآباد و آبادی چالْمِه کَنْدی (در فاصله حدود سه کیلومتری جنوب شهر جعفرآباد)
  - بافت قسمتهای مهاجرنشین

نام آبادی جعفرآباد در گذشته یوشان آباد (یوشان، نام گیاهی در منطقه) بود. پس از انجام شدن فعالیتهای عمرانی در آنجا، شاه‌آباد نامیده شد در سرشماری ۱۳۳۵ ش، نام این آبادی شاه‌آباد (با ۵۶۳ تن جمعیت) در شهرستان مشکین شهر ذکر شد. در دهه ۱۳۵۰ ش، از اسکان طایفه بزرگ مغانلو(از ایل شاهسَوَن) در این آبادی یاد شده و به‌آبادی بزرگ شاه‌آباد (با۲۵۶۱ تن جمعیت) در دهستانِ مغانِ بخش بیله سوار (در شهرستان مشکین‌شهر) اشاره شده‌است. آبادی شاه‌آباد پس از پیروزی انقلاب اسلامی (۱۳۵۷ ش) جعفرآباد نامیده شد. در ۱۳۶۵ ش، نام آن در دهستانِ مغان شرقی بخش بیله‌سوار (در شهرستان مغان) آبادی جعفرآباد به موجب تصویبنامه هیئت‌وزیران در ۱۸ مرداد ۱۳۶۶ مرکز دهستان قشلاق شرقی (در شهرستان مغان) شد. با تبدیل بخش بیله‌سوار به شهرستان و تشکیل بخش قشلاق دشت در ۱۷ تیر ۱۳۷۰، آبادی جعفرآباد مرکز بخش شد

## اقتصاد
اقتصاد شهر عمدتاً متکی به بخش کشاورزی (به ویژه کشت گندم و جو) و دامپروری در دشتهای پیرامونِ شهر است. برخی اهالی آن در کشت و صنعت مغان (به مساحت هجده هزار هکتار در دشت شمال و شمال‌غربی شهر) اشتغال دارند. در کنار شهر جعفرآباد، دو سیلو (انبار غله، یکی با ظرفیت هفت هزار تُن و دیگری با ظرفیت یکصد هزار تُن) و واحد صنعتی دامپروری در شمال‌غربی شهر (احداث در ۱۳۴۴ ش)، فعال است. همچنین این شهر دارای یک مرکز تحقیقات و آزمایش کشاورزی و دامپروری و دو بوستان به نامهای پارک جنگلی به مساحت هشتاد هزار متر مربع و فدک به مساحت هفت هزار متر مربع، می‌باشد. محل شهر جعفرآباد و دشتهای پیرامون آن، در گذشته قشلاق عشایر شاهْسَوَن به‌شمار می‌رفت.

## آب و هوا
جعفرآباد موغان زمستانهای معتدل و تابستانهای گرم و خشک دارد. بادهای محلی منطقه از جمله خَزَر یلی از شرق و باد آغ یل (یا باد سفید، معروف به باد گَرْمیج) از غرب به آنجا می‌وزد. آب آشامیدنی شهر از آبراهه کانال دشت مغان تأمین می‌شود.

## جاذبه‌های گردشگری
از مهم‌ترین جاذبه‌های گردشگری شهر جعفرآباد مغان می‌توان به رشته کوه خروسلو انواع صنایع دستی مانند بافت ورنی و گلیم بافی و …. اشاره کرد.

## راه‌ها
فاصله جعفرآباد با شهرهای مهم به ترتیب زیر است:
- - اردبیل ۱۸۰کیلومتر
  - تهران ۷۷۰ کیلومتر
  - مشهد ۱۵۱۰کیلومتر
  - تبریز ۳۹۰کیلومتر
  - بیله سوار ۲۵کیلومتر
  - گرمی ۸۰کیلومتر
  - پارس‌آباد ۳۵کیلومتر
  - بابک (بیله‌سوار) ۲۰کیلومتر

## جمعیت
بر پایه سرشماری عمومی نفوس و مسکن در سال ۱۳۹۵ جمعیت این شهر ۸٬۲۲۶ نفر (در ۲٬۸۲۷ خانوار) بوده‌است.
- -     - مساحت مسکونی شهر تقریباً ۲۷۰ هکتار می‌باشد